# Caliciopsis
Caliciopsis är ett släkte av svampar. Caliciopsis ingår i familjen Coryneliaceae, ordningen Coryneliales, klassen Eurotiomycetes, divisionen sporsäcksvampar och riket svampar.
|             | Corynelia |
|             | |
|             | Bicornispora |
|             | |
| Caliciopsis | \| \| Caliciopsis pinea \| \| \| \| \| \| Caliciopsis pseudotsugae \| \| \| \| \| \| Caliciopsis orientalis \| \| \| \| |
|             | \| \| Caliciopsis pinea \| \| \| \| \| \| Caliciopsis pseudotsugae \| \| \| \| \| \| Caliciopsis orientalis \| \| \| \| |
|             | Coryneliospora |
|             | |
|             | Coryneliopsis |
|             | |
|             | Tripospora |
|             | |
|             | Lagenulopsis |
|             | |
|             | Fitzpatrickella |
|             | |
|             | Caliciopsis pinea |
|             | |
|             | Caliciopsis pseudotsugae                                                                                                |
|             | |
|             | Caliciopsis orientalis                                                                                                  |
|             | |

|  | Caliciopsis pinea        |
|  |                          |
|  | Caliciopsis pseudotsugae |
|  |                          |
|  | Caliciopsis orientalis   |
|  |                          |

## Källor

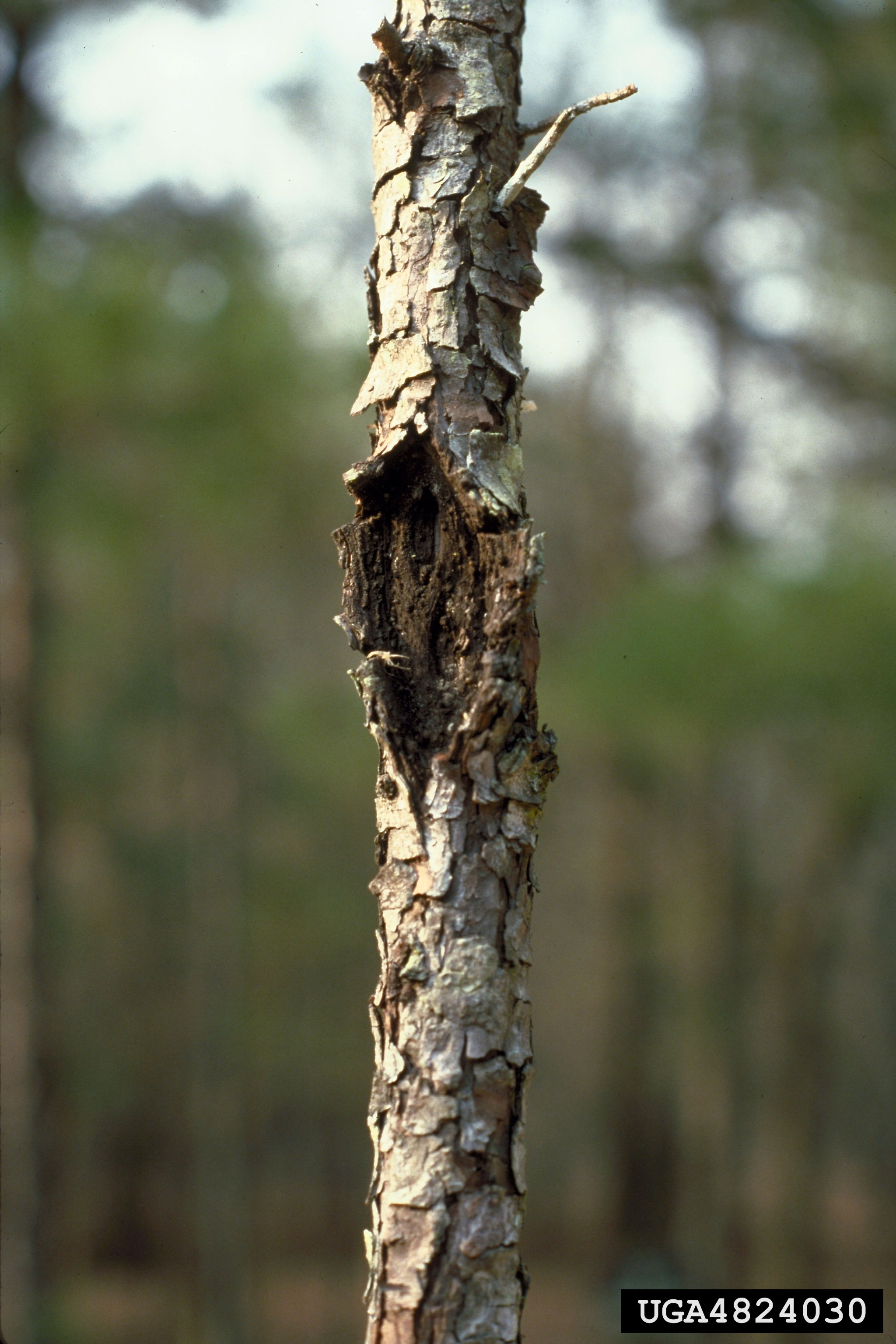